# Milkshake!
Milkshake! — британський дитячий телевізійний блок програм на Channel 5, який зараз орієнтований на дітей віком 3–7 років.

## Історія
Блок почав транслюватися на Channel 5 о 7:30 ранку 31 березня 1997 і виходить у будні з 06:00 до 09:15, а також у вихідні з 06:00 до 10:00. У блоці є кілька ведучих і представлений ряд дитячих програм.
Програми для дітей старшого віку також виходили в ефір з 1997 по 2002 та 2007 по 2016 рік на додатковому блоці Shake!, який свого часу запускався на вихідних після Milkshake!.
Після придбання 5-го каналу компанією Viacom у 2014 блок почав транслювати програми Nick Jr, зокрема Щенячий патуль, Блиск і Монстрмашини та Шимер та Шайн (англ. Paw Patrol, Blaze and the Monster Machines and Shimmer and Shine)
6 липня 2017 Channel 5 оголосив про ребрендинг блоку, який було здійснено 24 липня, включаючи оновлений брендинг, нову студію, а також запуск каналу на YouTube, який містив би цифровий контент, пов’язаний із блоком. Станом на 1 липня 2022 на нього підписалося 25,4 тис. користувачів платформи.

### Телеканал
У листопаді 2008 Channel 5 мав намір запустити новий дитячий канал на основі свого блоку програм. Це була відповідь на те, що BBC запустила канал CBBC і CBeebies у 2002 році, а ITV запустила канал CITV у 2006, але плани щодо запуску окремого дошкільного каналу були призупинені на невизначений термін, поки мовник чекав покупця, щоб скасувати його. 

### Milkshake!на 5Star
Коли у 2006 було запущено Five Life, Milkshake! транслювався на каналі з 9:00 до 13:00 щодня. До квітня 2011 канал скоротив години мовлення, а блокування було замінено телеторгівлею. 21 серпня 2017 Milkshake! перезапустили на 5Star, де блок транслювали з 9:15 до 11:00, перед другим видаленням у 2018.

## Відомі ведучі
Milkshake використовував ведучих In-vision! ще з моменту початку шоу 31 березня 1997. Початковими ведучими були Люсі Олександр і Конні Хак. Пізніше останню замінила колишня ведуча Nickelodeon Едді Метьюз, коли вона залишила шоу, щоб приєднатися до BBC як ведуча іншої дитячої програми Blue Peter.

## Помітні посилання в популярній культурі
Під час виступу в Live Lounge BBC Blink-182 виконали імпровізовану акустичну інтерпретацію пісні Milkshake між запланованими треками.

## Список ведучих

### Актуальні ведучі
Рік у дужках означає, коли людина почала бути ведучим блоку, деякі з цих ведучих часто називали глядачів «Milkshakers». (Спочатку було «Milkyshakers».)
- Емі Томпсон (2009–дотепер)
- Девід Рібі (2017–дотепер)
- Дерек Моран (2007–дотепер)
- Джен Прінгл (2006–дотепер)
- Кемі Маджекс (1999–дотепер)
- Кіра-Ніколь Бреннан (2017–дотепер)
- Натан Коннор (2017–дотепер)
- Olivia Birchenough (2012–дотепер)
- Сіта Томас (2015–дотепер)
- Milkshake Monkey (2009–дотепер)

### Колишні ведучі
- Анна Вільямсон (1997–2005)
- Ендрю Мак'Юен (2006–2007)
- Бет Еванс (2003–2012)
- Гері Еванс (2008–2009)
- Кейсі-Лі Джоллі (1997–2000)
- Кертіс Ангус (2014–2017)
- Дейв Пейн (2007–2009)
- Едді Метьюз (1997–2002)
- Ханна Вільямс (2006–2009)
- Конні Хак (1997)
- Люсі Олександр (1997–2000)
- Наомі Вілкінсон (2000–2011)

Позаштатні ведучі також закріпили з Milkshake! безперервні зв’язки, включаючи ведучу Еллі Харрісон і ведучого Гарі Еванса, який є глухим. Найдовше ведучим блоку працює Кемі Маджекс, який представляє блок вже протягом 23 років.
Після того, як Бет Еванс і Наомі Вілкінсон пішли в 2010, вони почали використовувати британську жестову мову для решти до серпня 2011, але Бет знов з’явилася ще раз для попередньо записаного сегменту «Handshake» на сайті Milkshake! в 2012.

### Запрошені ведучі
- Седі Вілсон (2008)
- Тім Гардінг (2002)
- Келлі Гоґарт (2006)
- Натан Фолі (2003)
- Харлі Берд як Свинка Пеппа (2009–дотепер)

## Зовнішні посилання
- Офіційний сайт